# Леонтьєва Валентина Михайлівна
Валенти́на Миха́йлівна Лео́нтьєва (справжнє ім'я — Алевти́на Миха́йлівна Торсо́нс; нар. 1 серпня 1923, Петроград, Російська РФСР, СРСР — пом. 20 травня 2007, х. Новосілки, Новосілкінське сільське поселення, Мелекеський район, Ульяновська область, Російська Федерація) — радянська та російська телеведуча, диктор Центрального телебачення Держтелерадіо СРСР (1954—1989); лауреатка Державної премії СРСР (1975), народна артистка СРСР (1982).

## Біографія
Валентина Леонтьєва народилася 1 серпня 1923 року у Петрограді. Батьки — корінні петербуржці, батько за національністю був шведом. З дитинства займалася в театральному гуртку при ТЮГу.
Разом із батьками до ленінградської блокади залишалася в обложеному місті. У 18-річному віці пішла до сандружини, щоб допомагати пораненим та хворим городянам. У блокадні помер її батько. У 1942 році мати та дві сестри поїхали з Ленінграда на евакуацію до хутора Новосілки Мелекеського району Ульянівської області.
У 1944 році вступила до Московського хіміко-технологічного інституту ім. Д. І. Менделєєва, але навчатися не стала, працювала в поліклініці. 1948 року закінчила Оперно-драматичну студію ім. К. С. Станіславського (нині Електротеатр Станіславський) (курс Василя Топоркова). Після закінчення студії два сезони служила у Тамбовському драматичному театрі.

### Робота на телебаченні
У 1954 році, пройшовши конкурсний відбір, прийшла працювати на телебачення. Спочатку — помічником режисера, потім стала диктором.
Наприкінці 1960-х років жила в Нью-Йорку (США) з чоловіком-дипломатом та сином. Повернувшись із США, знову працювала на телебаченні.
За роки своєї багаторічної роботи на телебаченні вела «Блакитні вогники», святкові трансляції, передачу «З ложі театру» (разом з Ігорем Кириловим), а також багато інших популярних на той час телевізійних програм. Була телеведучою дитячих програм — «В гостях у казки», «На добраніч, малюки!», «Будильник», «Умілі руки» — на цих передачах виросло не одне покоління радянських людей. Мільйони дітей чекали на них. А сама В. Леонтьєва заслужила почесний титул — тітка Валя. Примітна також її єдина роль мультиплікації — її голосом говорить мама Малюка в першому мультфільмі про Карлсона (1968). У 1980 році виступила в ролі коментатора урочистої церемонії відкриття Олімпійських ігор у Москві.
Піком її творчості стала передача «Від щирого серця», яка була удостоєна Державної премії СРСР. Вперше вийшла в ефір 13 липня 1972 року, передача йшла 15 років. Останній 52-й випуск відбувся у липні 1987 року (з Оренбурга).
З 1989 року — диктор-консультант телебачення. У 1986 році вийшла її автобіографічна книга «Пояснення у коханні» (2-ге видання у 1989 році).
У 1990-ті роки настав складний період у житті телеведучої. Усі її передачі закрилися, а нових пропозицій не надходило. Вона намагалася самостійно відродити програму «Від щирого серця», але її зусилля не дали результату. З 1996 по 1997 рік разом із І. Кириловим вела рубрику новин в оглядовій передачі «Телескоп» (виробництво телекомпанії BID).

### Останні роки
З 2004 року проживала у селищі Новосілки Мелекеського району Ульянівської області у своїх родичів.
В останні роки у Валентини Леонтьєвої почалися проблеми зі здоров'ям. Після невдалого падіння у московській квартирі вона отримала перелом ноги, який не дозволяв їй виходити надвір. За два роки до смерті почала втрачати зір, після зробленої операції пішла на виправлення. В 2007 році стан телеведучої знову погіршився, вона не вставала з ліжка.
Померла 20 травня 2007 року в Новоселках Ульяновської області на 84-му році життя. Причиною смерті, за твердженням сестри Людмили, стала пневмонія.
22 травня 2007 року похована на селищному цвинтарі в Новосілках.

### Особисте життя
Батько — Михайло Григорович Торсонс (пом.. 1942), мав шведське коріння, працював головним бухгалтером на Жовтневій залізниці . На початку німецько-радянської війни служив у загоні ППО та помер від голоду та зараження крові. Розбирав меблі на дрова та поранив руку. Мати — Катерина Михайлівна Леонтьєва, працювала бухгалтером у лікарні. Дядько (чоловік сестри матері, Олени) — Володимир Олексійович Щуко (1878—1939), архітектор, художник театру. Академік архітектури (1911).
- Перший чоловік — Юрій Рішар, режисер радіо.
- Другий чоловік — Юрій Виноградов, дипломат, співробітник дипломатичної місії СРСР у Нью-Йорку (шлюб розпався у 1970-і роки).
  - Син — Дмитро Юрійович Виноградов (нар.. 26.01.1962).
    - Онук — Валентин Дмитрович Виноградов, названий на честь бабусі.

## Звання та нагороди
Державні нагороди:
- «Заслужена артистка РРФСР» (9 лютого 1967) — за заслуги в галузі радянського мистецтва[7]
- «Народна артистка РРФСР» (12 травня 1974) — за заслуги в галузі радянського мистецтва[8]
- «Народна артистка СРСР» (28 квітня 1982) — за великі заслуги в галузі радянського мистецтва[9]
- Державна премія СРСР 1975 року в галузі літератури, мистецтва та архітектури (5 листопада 1975) — за цикл телевізійних передач " Від щирого серця "[10]
- орден «Знак Пошани» (4 травня 1962) — у зв'язку з 50-річчям газети «Правда», за плідну роботу в галузі журналістики та відзначаючи великі заслуги у розвитку радянської преси, видавничої справи, радіо та телебачення[11]
- орден Дружби (16 листопада 1998) — за заслуги в галузі культури і друку, багаторічну плідну роботу[12]
- Медаль «За оборону Ленінграда»
- Медаль «За доблесну працю. На ознаменування 100-річчя від дня народження Володимира Ілліча Леніна»

Інші нагороди, заохочення та громадське визнання:
- Премія «ТЕФІ» (2000) (у номінації «За особистий внесок у розвиток вітчизняного телебачення»)
- Телевізійна премія «Телегранд — 2004»[13]

## Фільмографія
- 1955 — За вітриною універмагу — диктор телебачення
- 1962 — Без страху і докору — диктор телебачення
- 1962 — Голубий вогник — ведуча «Блакитного вогника»
- 1964 — Блакитний вогник. 25 років радянському телебаченню — «ведуча»
- 1965 — У першу годину — гостя «Блакитного вогника»
- 1967 — Кур'єр Кремля (фільм-вистава) — епізод
- 1974 — Північна рапсодія — телеведуча

### Озвучування
- 1966 — Болдинська осінь (Літературна композиція) — провідна
- 1968 — Малюк і Карлсон (анімаційний) — мама Малюка
- 1970 — Друг Тиманчі — читає російський текст
- 1970 — Солодка казка (анімаційний) — диктор телебачення
- 1973 — Мері Поппінс розповідає казку (озвучка діафільму) — Мері Поппінс
- 1986 — Якось у старій Данії (Снігова королева) — ведуча

### Участь у фільмах
- 1993 — Просто… тітка Валя (документальний фільм)

### Документальні фільми про Валентину Леонтьєву
- "Валентина Леонтьєва. «Пояснення у коханні» " (" Перший канал ", 2013)[14][15]

## Пам'ять
- 1 серпня 2008 року в Ульяновську було відкрито пам'ятник Валентині Леонтьєвій.[16]
- У 2007 році Ульяновському обласному театру ляльок присвоєно ім'я Валентини Леонтьєвої[17]
- В Ульяновській області щорічно проводиться Міжнародний фестиваль кіно та телепрограм для сімейного перегляду імені Валентини Леонтьєвої «Від щирого серця».[18]
- Експозиція, присвячена Валентини Леонтьєвої, в Ульяновському краєзнавчому музеї, куди вона передала пам'ятні речі.
- Експозиція, присвячена Валентині Леонтьєвій, у Димитровградському краєзнавчому музеї.[19]
- Меморіальна дошка у с. Новосілки Мелекеського району Ульяновської області за адресою вул. Новий Мікрорайон, 76, де Валентина Леонтьєва провела останні роки життя.
- Меморіальна дошка в Георгіївську, на будинку № 10 на вулиці П'ятигорській, де зупинялася Валентина Леонтьєва під час зйомок передачі «Від щирого серця».[20]
- Зберігся будинок у Санкт-Петербурзі на розі Великого проспекту Петроградської сторони та вул. Звіринської, де Валентини Леонтьєва провела дитячі роки, а її сім'я пережила дні блокади.
- У 2018 році в Останкінському районі Москви з'явилася вулиця Валентини Леонтьєвої .

## Відео
- Передача «Від щирого серця» з Валентиною Леонтьєвою. [Архівовано 30 грудня 2021 у Wayback Machine.] Колекція випусків [Архівовано 30 грудня 2021 у Wayback Machine.]
- Валентина Леонтьєва «Ми прожили щасливе життя» [Архівовано 30 грудня 2021 у Wayback Machine.] .
- З Днем Народження На добраніч. 25-річний ювілей. [Архівовано 30 грудня 2021 у Wayback Machine.]
- ПРОСТО, ТЕТКА ВАЛЯ [Архівовано 30 грудня 2021 у Wayback Machine.] .
- Пам'яті тітки Валі. [Архівовано 30 грудня 2021 у Wayback Machine.]
- Добридень Мамо. [Архівовано 30 грудня 2021 у Wayback Machine.] Передача із Ст. [Архівовано 30 грудня 2021 у Wayback Machine.] Леонтьєвої. [Архівовано 30 грудня 2021 у Wayback Machine.]
- «Стара квартира». [Архівовано 30 грудня 2021 у Wayback Machine.] Про створення передачі «Від щирого серця» [Архівовано 30 грудня 2021 у Wayback Machine.]